# Österreich-Rundfahrt 2013
L'Österreich-Rundfahrt 2013, sessantacinquesima edizione della corsa, si svolse in otto tappe dal 30 giugno al 7 luglio 2013 su un percorso di complessivi 1 190,8 chilometri. Fu vinto dall'austriaco Riccardo Zoidl.

## Tappe
| Tappa  | Data      | Percorso                                                  | km      | Vincitore di tappa | Leader cl. generale |
| ------ | --------- | --------------------------------------------------------- | ------- | ------------------ | ------------------- |
| 1ª     | 30 giugno | Innsbruck > Kühtai                                        | 134,9   | Kevin Seeldraeyers | Kevin Seeldraeyers  |
| 2ª     | 1º luglio | Innsbruck > Kitzbüheler Horn                              | 157,4   | Kevin Seeldraeyers | Kevin Seeldraeyers  |
| 3ª     | 2 luglio  | Kitzbühel > Matrei in Osttirol                            | 170,3   | Thor Hushovd       | Kevin Seeldraeyers  |
| 4ª     | 3 luglio  | Matrei in Osttirol > Sankt Johann/Alpendorf               | 171     | Mathias Frank      | Kevin Seeldraeyers  |
| 5ª     | 4 luglio  | Sankt Johann/Alpendorf > Sonntagberg                      | 228,3   | Mathias Frank      | Kevin Seeldraeyers  |
| 6ª     | 5 luglio  | Maria Taferl > Poysdorf                                   | 182     | Gerald Ciolek      | Kevin Seeldraeyers  |
| 7ª     | 6 luglio  | Podersdorf am See > Podersdorf am See (cron. individuale) | 24,1    | Fabian Cancellara  | Riccardo Zoidl      |
| 8ª     | 7 luglio  | Podersdorf am See > Vienna                                | 122,8   | Omar Bertazzo      | Riccardo Zoidl      |
| Totale | Totale    | Totale                                                    | 1 190,8 |                    |                     |

## Squadre e corridori partecipanti
Sono diciotto le formazioni al via della corsa, nove di categoria World Tour, quattro Professional Continental e cinque Continental.
| N.    | Cod. | Squadra                |
| ----- | ---- | ---------------------- |
| 1-8   | RLT  | RadioShack-Leopard     |
| 11-18 | KAT  | Katusha Team           |
| 21-28 | OPQ  | Omega Pharma-Quickstep |
| 31-38 | SKY  | Sky Procycling         |
| 41-48 | BMC  | BMC Racing Team        |
| 51-58 | CAN  | Cannondale Pro Cycling |
| 61-68 | AST  | Astana Pro Team        |
| 71-78 | TST  | Team Saxo-Tinkoff      |
| 81-88 | LTB  | Lotto-Belisol Team     |

| N.      | Cod. | Squadra                         |
| ------- | ---- | ------------------------------- |
| 91-98   | IAM  | IAM Cycling                     |
| 101-108 | MTN  | MTN-Qhubeka                     |
| 111-118 | COF  | Cofidis, Solutions Crédits      |
| 121-128 | AND  | Androni Giocattoli-Venezuela    |
| 131-138 | GMS  | Team Gourmetfein-Simplon        |
| 141-148 | WSA  | WSA                             |
| 151-158 | VBG  | Team Vorarlberg                 |
| 161-168 | TYR  | Tirol Cycling Team              |
| 171-178 | KTM  | ARBÖ Gebrüder Weiss-Oberndorfer |

## Dettagli delle tappe

### 1ª tappa
- 30 giugno: Innsbruck > Kühtai – 134,9 km

Risultati
| Pos. | Corridore          | Squadra        | Tempo    |
| ---- | ------------------ | -------------- | -------- |
| 1    | Kevin Seeldraeyers | Astana         | 4h06'02" |
| 2    | Riccardo Zoidl     | Gourmetfein    | a 8"     |
| 3    | Joe Dombrowski     | Sky Procycling | a 13"    |

| Pos. | Corridore          | Squadra        | Tempo    |
| ---- | ------------------ | -------------- | -------- |
| 1    | Kevin Seeldraeyers | Astana         | 4h05'52" |
| 2    | Riccardo Zoidl     | Gourmetfein    | a 12"    |
| 3    | Joe Dombrowski     | Sky Procycling | a 19"    |

### 2ª tappa
- 1º luglio: Innsbruck > Kitzbüheler Horn – 157,4 km

Risultati
| Pos. | Corridore           | Squadra | Tempo    |
| ---- | ------------------- | ------- | -------- |
| 1    | Kevin Seeldraeyers  | Astana  | 4h17'15" |
| 2    | Aleksandr D'jačenko | Astana  | a 5"     |
| 3    | Fabio Aru           | Astana  | a 14"    |

| Pos. | Corridore           | Squadra     | Tempo    |
| ---- | ------------------- | ----------- | -------- |
| 1    | Kevin Seeldraeyers  | Astana      | 8h22'57" |
| 2    | Aleksandr D'jačenko | Astana      | a 43"    |
| 3    | Riccardo Zoidl      | Gourmetfein | a 59"    |

### 3ª tappa
- 2 luglio: Kitzbühel > Matrei in Osttirol – 170,3 km

Risultati
| Pos. | Corridore       | Squadra      | Tempo    |
| ---- | --------------- | ------------ | -------- |
| 1    | Thor Hushovd    | BMC Racing   | 2h53'31" |
| 2    | Daniel Oss      | BMC Racing   | s.t.     |
| 3    | Gianni Meersman | Omega Pharma | s.t.     |

| Pos. | Corridore           | Squadra     | Tempo     |
| ---- | ------------------- | ----------- | --------- |
| 1    | Kevin Seeldraeyers  | Astana      | 11h16'28" |
| 2    | Aleksandr D'jačenko | Astana      | a 43"     |
| 3    | Riccardo Zoidl      | Gourmetfein | a 59"     |

### 4ª tappa
- 3 luglio: Matrei in Osttirol > Sankt Johann/Alpendorf – 171 km

Risultati
| Pos. | Corridore            | Squadra      | Tempo    |
| ---- | -------------------- | ------------ | -------- |
| 1    | Mathias Frank        | BMC Racing   | 3h42'39" |
| 2    | Chris Anker Sørensen | Saxo-Tinkoff | a 8"     |
| 3    | Matija Kvasina       | Gourmetfein  | a 8"     |

| Pos. | Corridore           | Squadra     | Tempo     |
| ---- | ------------------- | ----------- | --------- |
| 1    | Kevin Seeldraeyers  | Astana      | 14h59'42" |
| 2    | Riccardo Zoidl      | Gourmetfein | a 59"     |
| 3    | Aleksandr D'jačenko | Astana      | a 1'04"   |

### 5ª tappa
- 4 luglio: Sankt Johann/Alpendorf > Sonntagberg – 228,3 km

Risultati
| Pos. | Corridore     | Squadra      | Tempo    |
| ---- | ------------- | ------------ | -------- |
| 1    | Mathias Frank | BMC Racing   | 5h21'41" |
| 2    | Rafał Majka   | Saxo-Tinkoff | a 5"     |
| 3    | Nicolas Edet  | Cofidis      | a 6"     |

| Pos. | Corridore           | Squadra     | Tempo     |
| ---- | ------------------- | ----------- | --------- |
| 1    | Kevin Seeldraeyers  | Astana      | 20h21'39" |
| 2    | Riccardo Zoidl      | Gourmetfein | a 52"     |
| 3    | Aleksandr D'jačenko | Astana      | a 1'04"   |

### 6ª tappa
- 5 luglio: Maria Taferl > Poysdorf – 182 km

Risultati
| Pos. | Corridore         | Squadra      | Tempo    |
| ---- | ----------------- | ------------ | -------- |
| 1    | Gerald Ciolek     | MTN-Qhubeka  | 4h17'42" |
| 2    | Simone Ponzi      | Astana       | s.t.     |
| 3    | Jonathan Cantwell | Saxo-Tinkoff | s.t.     |

| Pos. | Corridore           | Squadra     | Tempo     |
| ---- | ------------------- | ----------- | --------- |
| 1    | Kevin Seeldraeyers  | Astana      | 24h39'21" |
| 2    | Riccardo Zoidl      | Gourmetfein | a 52"     |
| 3    | Aleksandr D'jačenko | Astana      | a 1'04"   |

### 7ª tappa
- 6 luglio: Podersdorf am See > Podersdorf am See –  Cronometro individuale – 24,1 km

Risultati
| Pos. | Corridore          | Squadra      | Tempo  |
| ---- | ------------------ | ------------ | ------ |
| 1    | Fabian Cancellara  | RadioShack   | 27'57" |
| 2    | Marco Pinotti      | BMC Racing   | a 22"  |
| 3    | Kristof Vandewalle | Omega Pharma | a 47"  |

| Pos. | Corridore           | Squadra     | Tempo     |
| ---- | ------------------- | ----------- | --------- |
| 1    | Riccardo Zoidl      | Gourmetfein | 25h09'37" |
| 2    | Aleksandr D'jačenko | Astana      | a 33"     |
| 3    | Kevin Seeldraeyers  | Astana      | a 50"     |

### 8ª tappa
- 7 luglio: Podersdorf am See > Vienna – 122,8 km

Risultati
| Pos. | Corridore     | Squadra        | Tempo    |
| ---- | ------------- | -------------- | -------- |
| 1    | Omar Bertazzo | Androni        | 2h40'14" |
| 2    | Chris Sutton  | Sky Procycling | s.t.     |
| 3    | Simone Ponzi  | Astana         | s.t      |

| Pos. | Corridore           | Squadra     | Tempo     |
| ---- | ------------------- | ----------- | --------- |
| 1    | Riccardo Zoidl      | Gourmetfein | 27h49'51" |
| 2    | Aleksandr D'jačenko | Astana      | a 33"     |
| 3    | Kevin Seeldraeyers  | Astana      | a 50"     |

## Evoluzione delle classifiche
| Tappa              | Vincitore          | Classifica generale | Classifica a punti | Classifica scalatori | Classifica giovani | Classifica a squadre Numero giallo |
| ------------------ | ------------------ | ------------------- | ------------------ | -------------------- | ------------------ | ---------------------------------- |
| 1ª                 | Kevin Seeldraeyers | Kevin Seeldraeyers  | Kevin Seeldraeyers | Riccardo Zoidl       | Joe Dombrowski     | Astana Pro Team                    |
| 2ª                 | Kevin Seeldraeyers | Kevin Seeldraeyers  | Kevin Seeldraeyers | Kevin Seeldraeyers   | Fabio Aru          | Astana Pro Team                    |
| 3ª                 | Thor Hushovd       | Kevin Seeldraeyers  | Kevin Seeldraeyers | Kevin Seeldraeyers   | Fabio Aru          | Astana Pro Team                    |
| 4ª                 | Mathias Frank      | Kevin Seeldraeyers  | Kevin Seeldraeyers | Kevin Seeldraeyers   | Fabio Aru          | Astana Pro Team                    |
| 5ª                 | Mathias Frank      | Kevin Seeldraeyers  | Kevin Seeldraeyers | Kevin Seeldraeyers   | Sergej Černeckij   | Astana Pro Team                    |
| 6ª                 | Gerald Ciolek      | Kevin Seeldraeyers  | Kevin Seeldraeyers | Kevin Seeldraeyers   | Sergej Černeckij   | Astana Pro Team                    |
| 7ª                 | Fabian Cancellara  | Riccardo Zoidl      | Kevin Seeldraeyers | Kevin Seeldraeyers   | Sergej Černeckij   | Astana Pro Team                    |
| 8ª                 | Omar Bertazzo      | Riccardo Zoidl      | Kevin Seeldraeyers | Kevin Seeldraeyers   | Sergej Černeckij   | Astana Pro Team                    |
| Classifiche finali | Classifiche finali | Riccardo Zoidl      | Kevin Seeldraeyers | Kevin Seeldraeyers   | Sergej Černeckij   | Astana Pro Team                    |

## Classifiche finali

### Classifica generale
| Pos. | Corridore           | Squadra      | Tempo     |
| ---- | ------------------- | ------------ | --------- |
| 1    | Riccardo Zoidl      | Gourmetfein  | 27h59'51" |
| 2    | Aleksandr D'jačenko | Astana       | a 33"     |
| 3    | Kevin Seeldraeyers  | Astana       | a 50"     |
| 4    | Sergej Černeckij    | Katusha Team | a 53"     |
| 5    | Dries Devenyns      | Omega Pharma | a 1'20"   |
| 6    | Pëtr Ignatenko      | Katusha Team | a 1'24"   |
| 7    | Matthew Busche      | RadioShack   | a 1'45"   |
| 8    | Fabio Aru           | Astana       | a 2'19"   |
| 9    | Nicolas Edet        | Cofidis      | a 2'32"   |
| 10   | Matija Kvasina      | Gourmetfein  | a 3'31"   |

### Classifica a punti
| Pos. | Corridore           | Squadra     | Punti |
| ---- | ------------------- | ----------- | ----- |
| 1    | Kevin Seeldrayers   | Astana      | 33    |
| 2    | Mathias Frank       | BMC Racing  | 31    |
| 3    | Simone Ponzi        | Astana      | 30    |
| 4    | Riccardo Zoidl      | Gourmetfein | 27    |
| 5    | Aleksandr D'jačenko | Astana      | 22    |

### Classifica scalatori
| Pos. | Corridore            | Squadra      | Punti |
| ---- | -------------------- | ------------ | ----- |
| 1    | Kevin Seeldraeyers   | Astana       | 31    |
| 2    | Chris Anker Sørensen | Saxo-Tinkoff | 27    |
| 3    | Riccardo Zoidl       | Gourmetfein  | 25    |
| 4    | Mathias Frank        | BMC Racing   | 23    |
| 5    | Michail Ignat'ev     | Katusha Team | 22    |

### Classifica giovani
| Pos. | Corridore        | Squadra        | Tempo     |
| ---- | ---------------- | -------------- | --------- |
| 1    | Sergej Černeckij | Katusha Team   | 27h50'44" |
| 2    | Fabio Aru        | Astana         | a 1'26"   |
| 3    | Ian Boswell      | Sky Procycling | a 4'08"   |
| 4    | George Bennett   | RadioShack     | a 4'53"   |
| 5    | Rafał Majka      | Saxo-Tinkoff   | a 6'44"   |

### Classifica a squadre
| Pos. | Squadra                  | Tempo     |
| ---- | ------------------------ | --------- |
| 1    | Astana Pro Team          | 83h32'24" |
| 2    | RadioShack-Leopard       | a 10'14"  |
| 3    | Katusha Team             | a 11'01"  |
| 4    | Omega Pharma-Quickstep   | a 12'37"  |
| 5    | Team Gourmetfein-Simplon | a 14'25"  |